# Sessiliventer
Sessiliventer (лат.) — ископаемый род перепончатокрылых насекомых семейства Ephialtitidae (Stephanoidea) из подотряда стебельчатобрюхие. Юрский период, Казахстан.

## Описание
Мелкие и среднего размера ископаемые перепончатокрылые (длина около 6-10 мм). Усики тонкие, состоят из 15-17 члеников. Голова увеличена в области висков (вздута). Брюшко удлинённо-овальное. Переднее крыло с редуцированным жилкованием (1r-rs, 3r-m и ячейка 2a отсутствуют). Заднее крыло с открытой r-ячейкой. Яйцеклад длиннее чем брюшко, но короче тела. Найдены в ископаемых остатках юрского периода Казахстана (Каратау, около 160 млн лет).

## Систематика
Род Sessiliventer был впервые описан в 1975 году российским энтомологом А. П. Расницыным (Палеонтологический институт РАН, Москва) по ископаемым отпечаткам из Каратау (Казахстан). Включён в состав семейства †Ephialtitidae (Apocrita). Среди сестринских таксонов рассматриваются Acephialtitia, Cratephialtites, Ephialtites, Praeproapocritus, Proapocritus.

### Список видов
- †Sessiliventer macrurus Rasnitsyn, 1975[1]
- †Sessiliventer oppositus Rasnitsyn, 1975
- †Sessiliventer rostratus Rasnitsyn, 1975
- †Sessiliventer symphytus Rasnitsyn, 1975
- †Sessiliventer temporalis Rasnitsyn, 1975